# Ковалёв, Фёдор Иустинович
Ковалёв Федор Иустинович (1898 год — 26 марта 1954 года) — советский геолог, горный инженер, член ВКП(б) с 1921 года (в 1923 году исключался за троцкизм, восстановлен, повторно исключен в 1937 году). Изучал медноколчеданные месторождения, стратиграфию восточного склона Южного Урала. Лауреат Сталинской премии (1949).

## Биография
Родился в 1898 году в с. Любимовка современной Курской области, из крестьян.
В 1935—1937 годах являлся начальником партии, заместителем начальника Экспедиции особого назначения Главникельолово Наркомтяжпрома СССР, работавшей в Северо-Западном Китае (Синьцзян). Участвовал в Великой Отечественной войне. Тема его научных исследований связана с медноколчеданными месторождениями. При участии Ковалёва открыто Сибайское медноколчеданное месторождение. Участвовал в составлении выпущенной в 1943 году сводной геологической карты Таналык-Баймакского района (масштаб 1:1000 000).
В 1943 году получил степень кандидата геолого-минералогических наук. В 1944 году из ирендыкской свиты он выделил баймак-бурибайскую свиту и карамалыташскую свиту. В 1946 году вместе с З. И. Иконниковой составил геологическую карту Таналык-Баймакского района (масштаб 1:100 000). В 1949 году Ковалёв награждён Сталинской премией.
Умер 26 марта 1954 года в Москве. Его именем названа улица в городе Сибай.

## Научные работы
- Ковалёв Ф. И. Генезис колчеданных и золото-баритовых месторождений Баймакского района (Южный Урал) // Советская геология. — 1944. — № 2. — С. 12—23.